# Pt.
pt. er det tredje studiealbum fra det danske popband Juncker. Det blev udgivet den 13. august 2007. Det er det første album efter at Jacob Groth Bastiansen forlod duoen, hvor efter Christian Juncker fortsatte på egen hånd.
Albummet toppede Hitlisten som #30, og musikmagasinet GAFFA gav det fire ud af seks stjerner.

## Spor
1. "Enigheds Allé" - 3:31
2. "Pamfilius" - 3:15
3. "Falafel Avenue" - 3:03
4. "Tættere" - 3:11
5. "Jorden Er Giftig" - 3:52
6. "Før Det Er Forbi" - 1:42
7. "Al Slags Vind Og Vejr" - 2:53
8. "Mange Gange" - 3:42
9. "Vi Drømmer" - 3:53
10. "Min Egen Sø" - 3:16
11. "Solo Ikke Alene" - 4:59